# Ауто-си-парк
«Цефей Парк Раннерс» (дат. Cepheus Park Randers) — стадион в коммуне Раннерс (Дания), домашняя арена футбольного клуба «Раннерс». Его вместимость составляет — 12 000 зрителей, из которых 6 114 сидячих мест.
Стадион был в 2005—2006 годах радикально перестроен по проекту компании Arkitektfirmaet C. F. Møller.
Максимальное число зрителей в одном матче после реконструкции составило — 11 824 человека в игре между «Раннерс» и «Брондбю» в рамках национального чемпионата, состоявшейся 16 мая 2010 года.
В ходе своего мирового тура рок-группа Aerosmith провела на стадионе свой концерт 6 июня 2007 года, который стал первым в Европе в этом туре и единственный в Дании. Он собрал 23 000 зрителей.
На «Ауто Си Парке» проводят некоторые свои матчи молодёжная сборная Дании по футболу.